# 浙江省经济

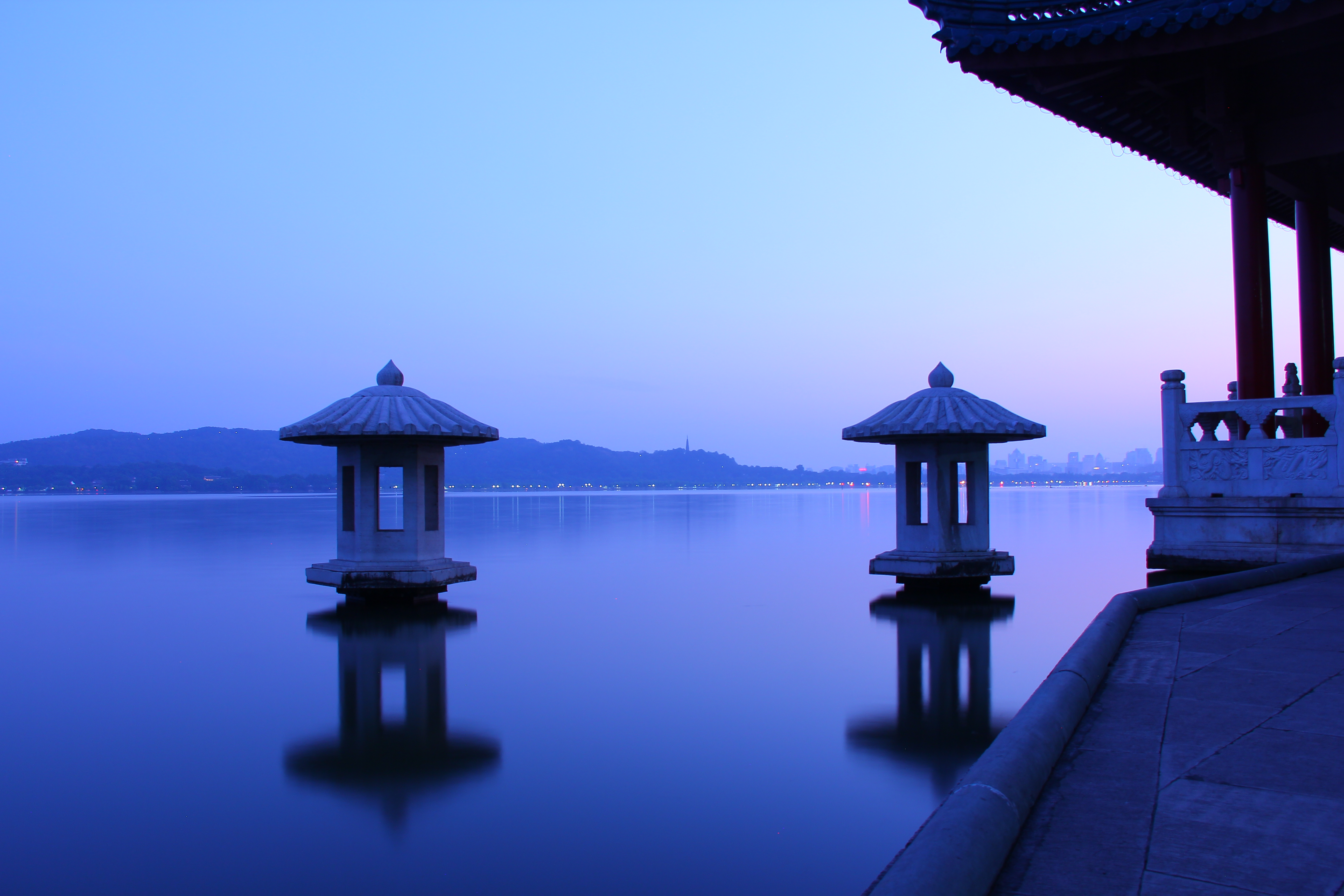
西湖觀光區

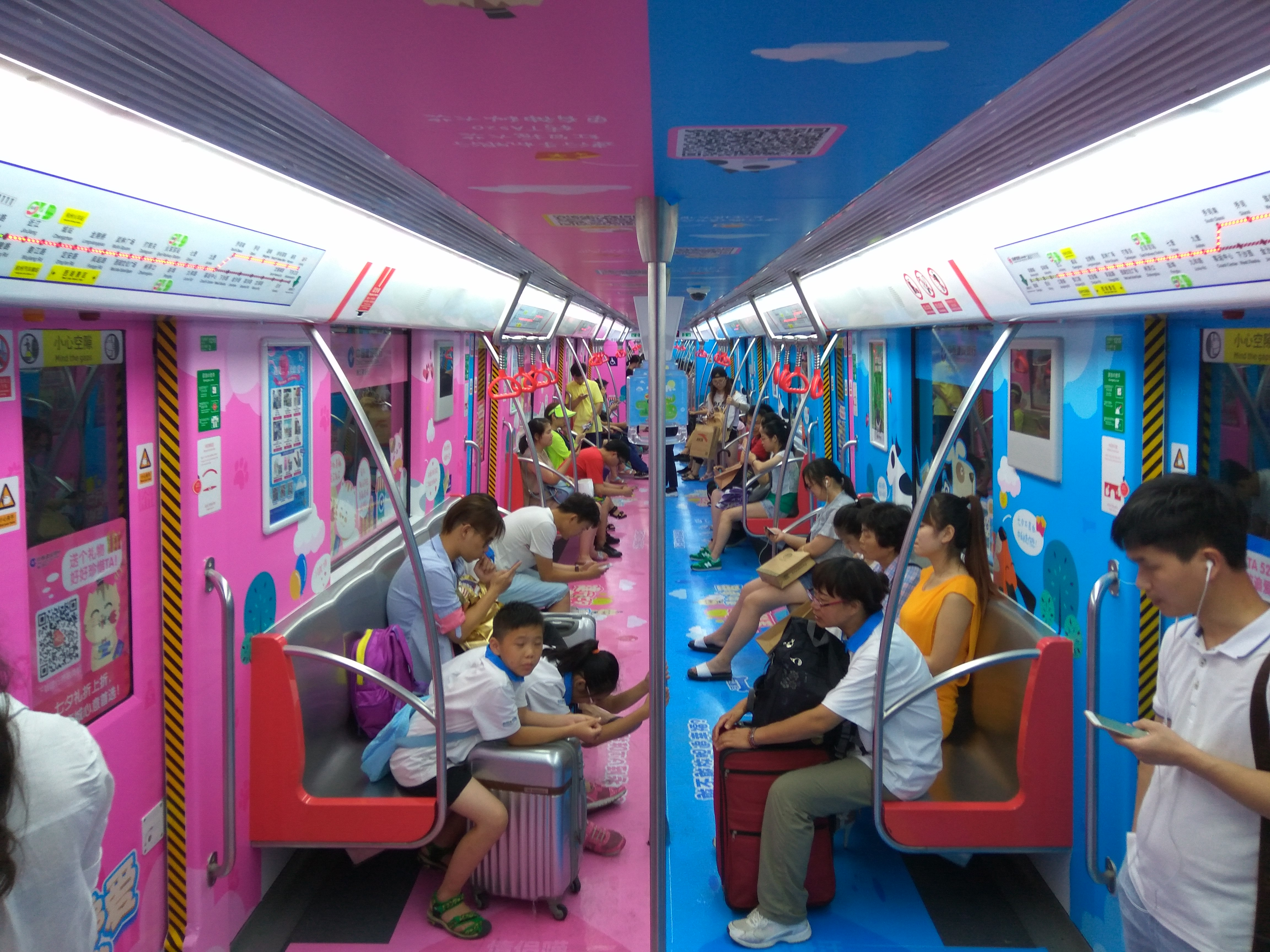
杭州地鐵

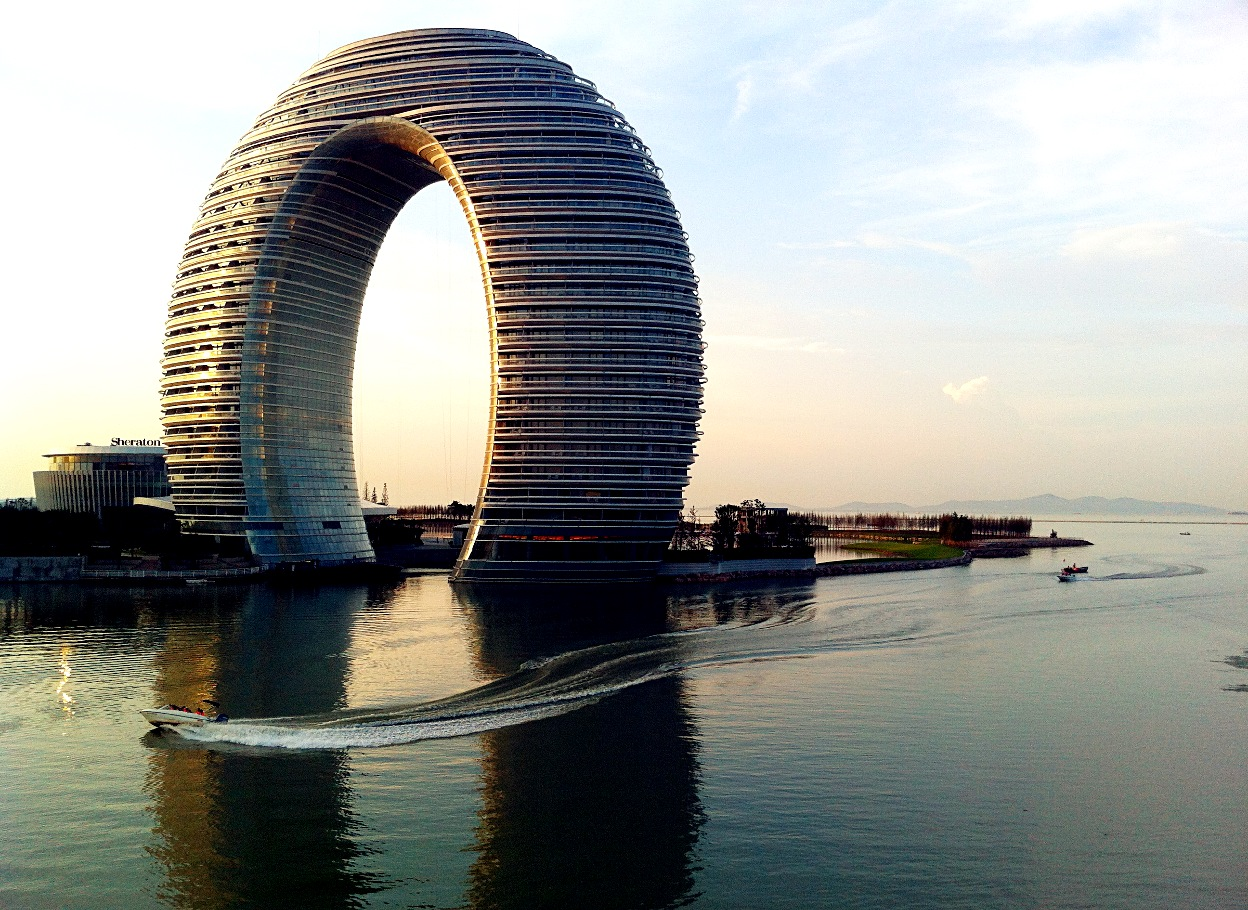
湖州喜來登

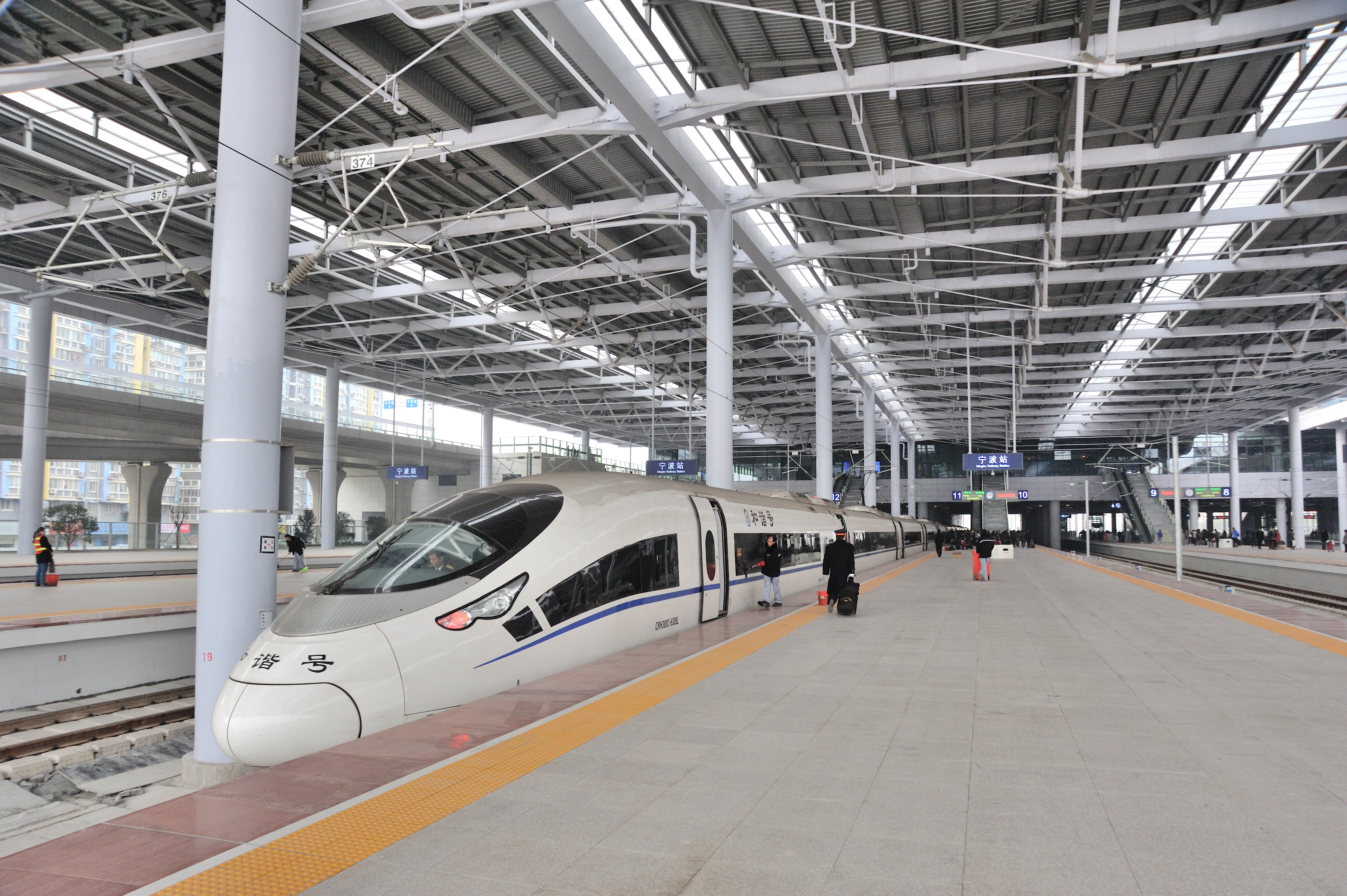
貫穿浙江的高鐵

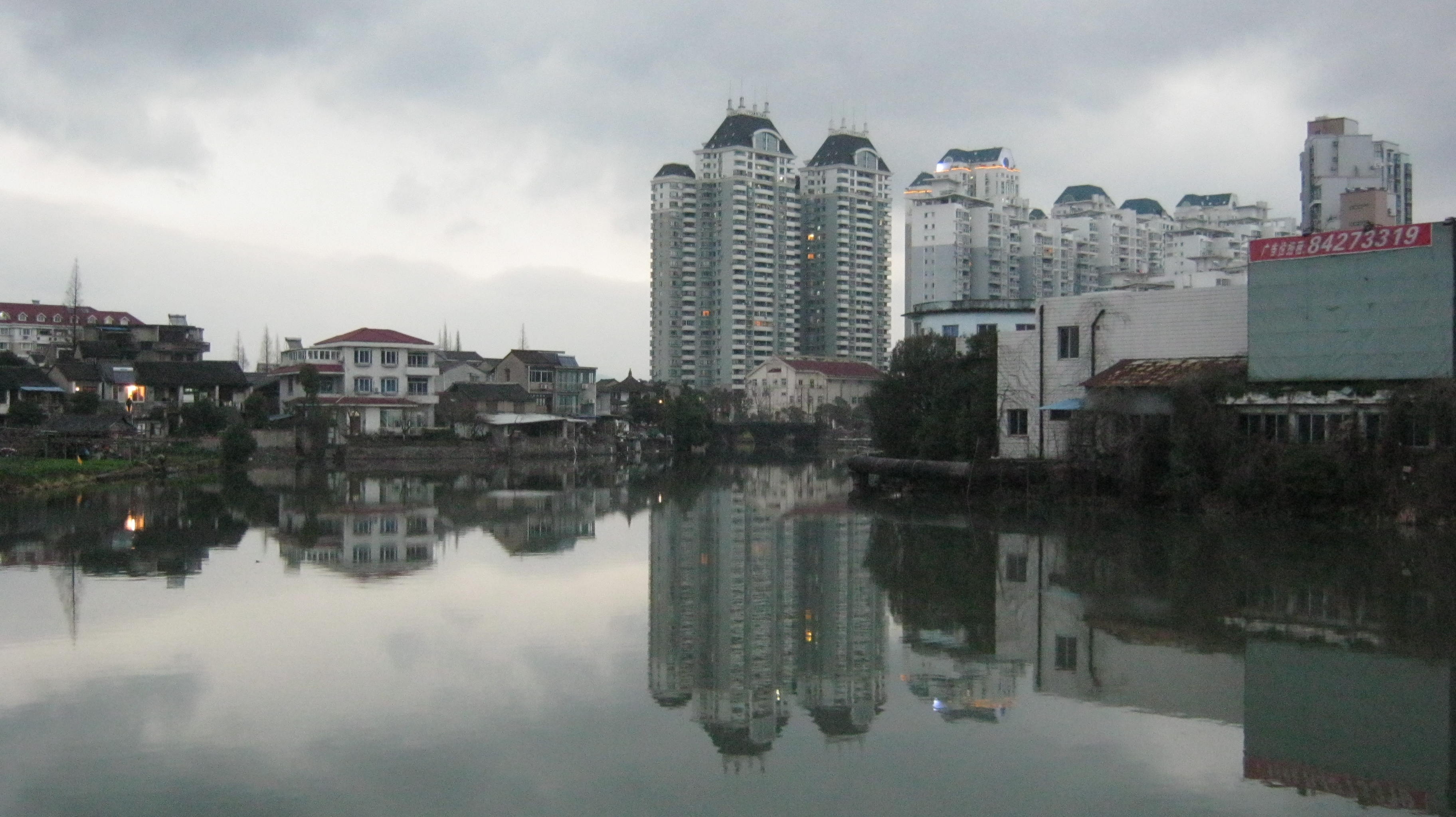
台州市黃巖區高級住宅

浙江省地处江南为“长三角”重要组成部分。粮食作物以水稻种植为主，传统上盛产丝绸、茶叶、瓷器，自古以来被誉为“鱼米之乡”、“丝绸之府”，一直为较富庶地区，有“苏湖熟，天下足”之美誉。1978年推行“改革开放”以后，浙江经济获得快速发展，民营经济所占比重居各省市之冠。浙江是中国大陆各省、区当中经济发展最平衡，也是发展最快的省份之一，全省GDP总量1978年位居全国第十二位，自1994年起超过辽宁省稳居第四位。浙江省在经济上的总体实力不是最强的，但是平均水平最高，省内各地区之间发展较为平衡，落差较小。
1979-2007年的29年，按绝对数比，2007年GDP总量为1978年的150.65倍。按不变价格测算（以同期全国平均物价水平为基准），GDP年平均增长率12.7％，增长速度仅次于广东居全国第二位。1978-2008年，除1983、1989和1990年3个年份以外，其余年份GDP年增幅高于10％，其中1978、1984、1985、1993和1994年5个年份GDP高于20％的增长率；GDP增幅最高年份为1993年，年增长率达到22.0％。2016年浙江省GDP总量达到46484.98亿元，比上年增长7.5%。
1995年，浙江人均经济指标首次超过广东，仅次于上海、北京和天津三直辖市，成为中国最富裕省份，2009年起被江苏超过，退居全国第5位。
- 1985年人均GDP突破1千元
- 1997年突破1万元
- 2003年突破2万元
- 2006年突破3万元
- 2007年突破3万7千元
- 2008年突破4万元

## 经济结构
2011年中科院发布中国各地区GDP质量排行，浙江高居第三，仅次于直辖市北京、上海，高于天津。2012年7月财政部公布的数据显示，2011年浙江人均可支配收入为30,971元，仅次于上海的36,230元和北京的32,903元，同样名列第三位。
2007年全省GDP总量（最终核实数）达到18,638.36亿元，与上年相比增幅达到14.5％，占全国的比重达到6.8％。
- 第一产业1,025.27亿元，占5.5％
- 第二产业10,092.00亿元，占54.15％
- 第三产业7,521.09亿元，占40.35％

浙江经济的一个显著特点是民营经济强。浙江所取得的成就和经验被称之为“浙江模式”，“浙江经验”或“浙江现象”引起广泛关注。浙江省靠人民的勤奋，勇敢，使一个地域、资源小省发展成为经济大省。浙商因此扬名天下同时浙江的国营经济效益显著。
- 1991年全省GDP总量突破1千亿元
- 2004年突破1万亿元
- 2008年突破2万亿元
- 2016年突破4萬億元[5]

中国改革開放以后，浙江在全国率先放开个体经济和私营经济。2005年在全国首先出台了《浙江省人民政府关于鼓励支持和引导个体私营等非公有制经济发展的实施意见》。
- 在活络本地经济的同时，浙江省商人大量走出浙江，加入对其他各省的经济投资。比较有名的是以温州资本为典型的浙江民间资本大量进入煤炭等国有垄断行业，为解决中国能源供应问题扮演更加重要的角色。[6]浙江商人对全国各地的投资，既发展了浙江企业，也活络了投资地经济，促进了资源要素的合理流动和优化配置，延伸了浙江的产业链，推动了浙江产业的梯度转移，为国家统筹区域发展作出了贡献。

| 主要年份GDP指标                                                    |               |               |               |              |          |          |               |               |               |
| 年份                                                               | GDP总量       | GDP总量       | GDP总量       | GDP总量      | GDP总量  | GDP总量  | GDP人均值(元) | GDP人均值(元) | GDP人均值(元) |
| 年份                                                               | GDP总量(亿元) | GDP总量(亿元) | 在全国的比重  | 在全国的比重 | 增幅(％) | 增幅(％) | 全国 (人民币) | 浙江          | 浙江          |
| 年份                                                               | 人民币        | 美元          | 所占比重 (％) | 位次         | 全国     | 浙江     | 全国 (人民币) | 人民币        | 美元          |
| 1978                                                               | 123.72        | 73.47         | 3.6           | 12           | 11.7     | 21.9     | 381           | 331           | 197           |
| 1980                                                               | 179.92        | 120.11        | 4.2           | 12           | 7.8      | 16.4     | 463           | 471           | 314           |
| 1990                                                               | 904.69        | 189.15        | 4.9           | 6            | 3.8      | 3.9      | 1,644         | 2,138         | 447           |
| 2000                                                               | 6,141.03      | 741.76        | 6.2           | 4            | 8.4      | 11.0     | 7,858         | 13,416        | 1,620         |
| 2004                                                               | 11,648.70     | 1,407.36      | 7.0           | 4            | 10.1     | 14.5     | 12,336        | 24,352        | 2,942         |
| 2005                                                               | 13,437.85     | 1,640.42      | 6.8           | 4            | 10.4     | 12.8     | 14,053        | 27,703        | 3,382         |
| 2006                                                               | 15,742.51     | 1,974.35      | 6.8           | 4            | 11.6     | 13.9     | 16,165        | 31,874        | 3,997         |
| 2007                                                               | 18,638.36     | 2,451.13      | 6.8           | 4            | 13.0     | 14.7     | 19,474        | 37,128        | 4,883         |
| 2008                                                               | 21,486.92     | 3,096.77      | 6.6           | 4            | 9.0      | 10.1     | 22,640        | 42,214        | 6,084         |
| 2012                                                               | 34,606.30     | 5,482.19      | 6.7           | 4            | 7.8      | 8.0      | 38,449        | 63,266        | 10,022        |
| 人民币兑美元汇率折算：按照国家统计局发布的年度人民币汇率中间价折算 |               |               |               |              |          |          |               |               |               |

## 宏观经济
浙江经济发达，经济总量大，人均指数领先各省，部分数据甚至超过一些直辖市。浙江主要以民营经济为主，因此居民人均收入较高。同时浙江的公有经济收益率全国领先。
- 2012年本地生产总值34606.30亿元，比上年增长8.0%，GDP总量位居全国第4，次于广东省、江苏省和山东省。
- 三次产业增加值的结构为4.8:50.0:45.2，第二、三产业的比重继续上升。是全国三产比重最高的省份之一。
- 人均GDP为63266元（按年平均汇率折算为10022美元），次于天津市、上海市、北京市、江苏省和内蒙古自治区，位居全国第6，列各省和自治区第三。
- 2012年全省城镇居民人均可支配收入34550元，农村居民人均纯收入14552元，扣除价格因素，分别比上年增长9.2%和8.8%。城镇居民人均可支配收入自2001年以来连续12年，农村居民人均纯收入自1985年以来连续28年列全国各省区第一位。[7]

## 对外贸易
外贸顺差为全国第一，欧盟、美国和日本是浙江省贸易伙伴前三位。其中，欧盟是浙江省最大的贸易伙伴和最大出口市场，日本是进口的最主要来源地。浙江省是中国拥有境外企业数量最多的省份。

## 城市化和区域经济
城市化率在2007年时提高到57.2%。
杭州、宁波、温州是浙江的三大经济中心。
浙江省县域经济特别发达，人均水平高，百强县数比例大。在连续八届全国县域经济百强县评价中，每届进入的县（市）数均为最多（含3届并列第一）。
- 第八届中，浙江省参加评价的58个县(市)中有26个进入全国县域经济百强县(市)[11]。在全国小城镇综合发展水平1000强中，2003年浙江以268个遥遥领先[12]，2005年的第二届全国千强镇评选中，浙江共有266个城镇入围[13]

| 地级市   | 位次 (GDP) | GDP (本币) | GDP (美元) | GDP 购买力平价 (国际元) | 占全省 GDP比重 (%) | 位次 (人均) | 人均 (本币) | 人均 (美元) | 人均 购买力平价 (国际元) | 占全省 人均比重 (%) | 年中 常住人口 (万人) |
| -------- | ---------- | ---------- | ---------- | ----------------------- | ------------------ | ----------- | ----------- | ----------- | ------------------------ | ------------------- | -------------------- |
| 全省总计 |            | 34,606.30  | 5,482.19   | 8,263.05                | 100                |             | 63,266      | 10,022      | 15,106                   | 100                 | 5,470.00             |
| 浙北     |            | 23,347.64  | 3,698.63   | 5,574.77                | 67.46              |             | 78,034      | 12,362      | 18,632                   | 123                 | 2,992.00             |
| 杭州市   | 1          | 7,803.98   | 1,236.27   | 1,863.37                | 22.55              | 1           | 88,985      | 14,097      | 21,247                   | 141                 | 877.00               |
| 宁波市   | 2          | 6,524.70   | 1,033.62   | 1,557.92                | 18.85              | 2           | 85,475      | 13,541      | 20,410                   | 135                 | 763.35               |
| 绍兴市   | 4          | 3,620.10   | 573.48     | 864.38                  | 10.46              | 4           | 73,304      | 11,612      | 17,503                   | 116                 | 493.85               |
| 嘉兴市   | 6          | 2,884.94   | 457.02     | 688.85                  | 8.34               | 5           | 63,580      | 10,072      | 15,181                   | 100                 | 453.75               |
| 湖州市   | 8          | 1,661.97   | 263.28     | 396.83                  | 4.80               | 6           | 57,270      | 9,072       | 13,675                   | 91                  | 290.20               |
| 舟山市   | 11         | 851.95     | 134.96     | 203.42                  | 2.46               | 3           | 74,831      | 11,854      | 17,868                   | 118                 | 113.85               |
| 浙南     |            | 11,145.44  | 1,765.61   | 2,661.23                | 32.21              |             | 44,978      | 7,125       | 10,739                   | 71                  | 2,478.00             |
| 温州市   | 3          | 3,650.06   | 578.23     | 871.54                  | 10.55              | 11          | 39,894      | 6,320       | 9,526                    | 63                  | 914.95               |
| 台州市   | 5          | 2,927.34   | 463.74     | 698.97                  | 8.46               | 8           | 48,773      | 7,726       | 11,646                   | 77                  | 600.20               |
| 金华市   | 7          | 2,700.12   | 427.74     | 644.72                  | 7.80               | 7           | 50,072      | 7,932       | 11,956                   | 79                  | 539.25               |
| 衢州市   | 9          | 982.75     | 155.68     | 234.65                  | 2.84               | 9           | 46,367      | 7,345       | 11,071                   | 73                  | 211.95               |
| 丽水市   | 10         | 885.17     | 140.22     | 211.35                  | 2.56               | 10          | 41,822      | 6,625       | 9,986                    | 66                  | 211.65               |

## 海洋经济
浙江作为全国海岸线最长，拥有海岛最多的省份海洋经济发达，渔业产量全国第一。舟山沈家门渔港是全国最大的渔港，和挪威卑尔根港、秘鲁卡亚俄港并称为世界三大渔港。浙江海洋经济产量全国第一。此外浙江还有全国最长的可开发为深水港的海岸线，未来港口建设潜力巨大。

## 金融业
浙江银行金融系统完善，国内各大银行在省内运营网点齐全，世界各大主要银行在浙江都设有分支机构或者办事处。浙江省银行系统是大陆目前不良贷款率最低、银行收益率最高的省级银行系统。
- 近代浙江的银行有南四行中的浙江兴业银行、浙江实业银行，此外还有中国最早的省银行浙江银行、浙江第一银行等。
- 省内的宁波银行为上市银行。根据2008年中期报告，国内所有上市银行中，不良贷款率最低的是宁波银行，仅为0.4%，这得益于浙江地区中小企业利润水平的迅速增长。[15]截止2008年10月，省内其它非上市的商业银行有浙商银行、杭州银行、温州银行、紹興銀行、鄞州銀行、金華銀行、台州銀行、浙江稠州商業銀行等。另一方面，浙江是中国大陆民间金融最发达的省份之一。互助会等传统的民间金融形式在浙江，尤其是温州、绍兴、义乌、青田为主的地区一直保持着生命力，并是浙江个体和私有经济发展的重要保证。
- 1990年代后期，中国曾对浙江等地的地下钱庄等进行了“封杀”，但并没使浙江民间借贷灰飞烟灭，而是继续生长。[16]2006年浙江的民间金融曾引起中国高层注意，并由国家统计局局长李德水一行赴浙江进行民间金融调研。[17]但目前民间金融的法制化仍然难以预料。

| 地区 | 银行 |
| ---- | --- |
| 杭州 | 浙商银行全国性 \| 杭州银行 \| 杭州联合银行 \| 萧山农村商业银行 \| 余杭农村商业银行 \| 富阳农村商业银行 \| 桐庐农村商业银行 \| 建德农村商业银行                                               |
| 宁波 | 宁波银行 \| 宁波通商银行 \| 宁波东海银行 \| 鄞州银行 \| 宁波甬城农村商业银行 \| 镇海农村商业银行 \| 奉化农村商业银行 \| 慈溪农村商业银行 \| 余姚农村商业银行 \| 宁海农村商业银行             |
| 绍兴 | 绍兴银行 \| 瑞丰农村商业银行 \| 上虞农村商业银行 \| 诸暨农村商业银行 \| 嵊州农村商业银行 \| 新昌农村商业银行                                                                                 |
| 温州 | 温州银行 \| 鹿城农村商业银行 \| 龙湾农村商业银行 \| 瓯海农村商业银行 \| 乐清农村商业银行 \| 瑞安农村商业银行 \| 永嘉农村商业银行 \| 平阳农村商业银行 \| 苍南农村商业银行                     |
| 台州 | 台州银行 \| 浙江民泰商业银行 \| 浙江泰隆商业银行 \| 路桥农村商业银行 \| 椒江农村商业银行 \| 黄岩农村商业银行 \| 温岭农村商业银行 \| 临海农村商业银行 \| 玉环农村商业银行 \| 天台农村商业银行 |
| 嘉兴 | 嘉兴银行 \| 禾城农村商业银行 \| 平湖农村商业银行 \| 海宁农村商业银行 \| 海盐农村商业银行 \| 桐乡农村商业银行 \| 嘉善农村商业银行                                                             |
| 湖州 | 湖州银行 \| 南浔银行 \| 吴兴农村商业银行 \| 长兴农村商业银行 \| 德清农村商业银行 \| 安吉农村商业银行                                                                                         |
| 金华 | 金华银行 \| 浙江稠州商业银行 \| 义乌农村商业银行 \| 永康农村商业银行 \| 兰溪农村商业银行 \| 武义农村商业银行 \| 成泰农村商业银行                                                             |
| 丽水 | 莲都农村商业银行 \| 青田农村商业银行 |
| 舟山 | 定海海洋农村商业银行 \| 普陀农村商业银行 |

## 旅游业

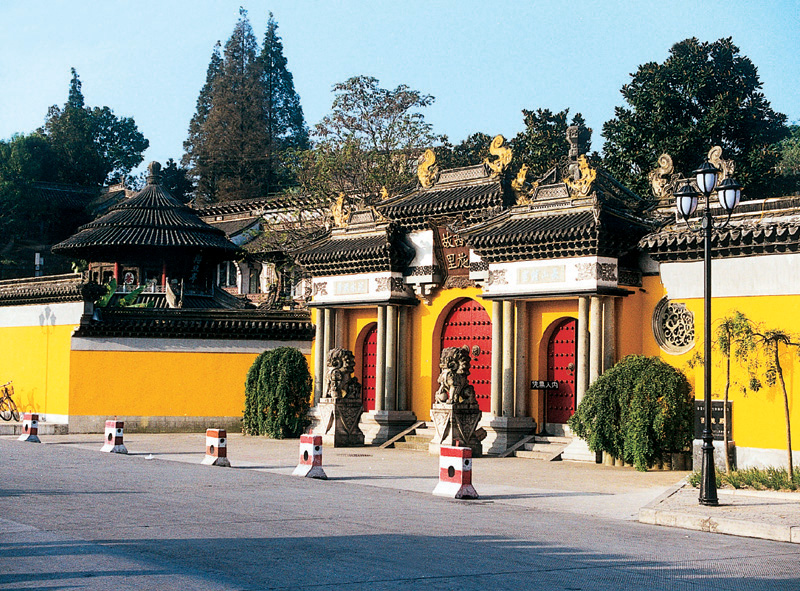
西施殿大门

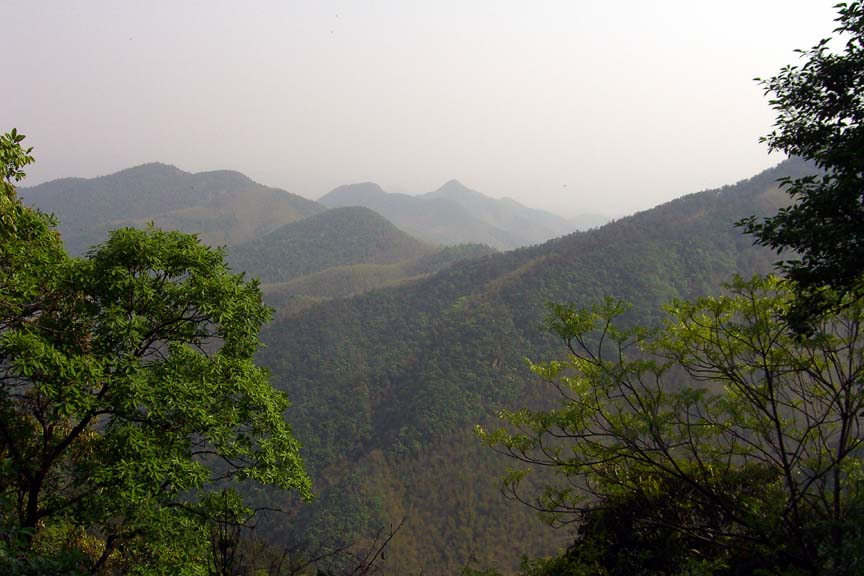
莫干山风景名胜区

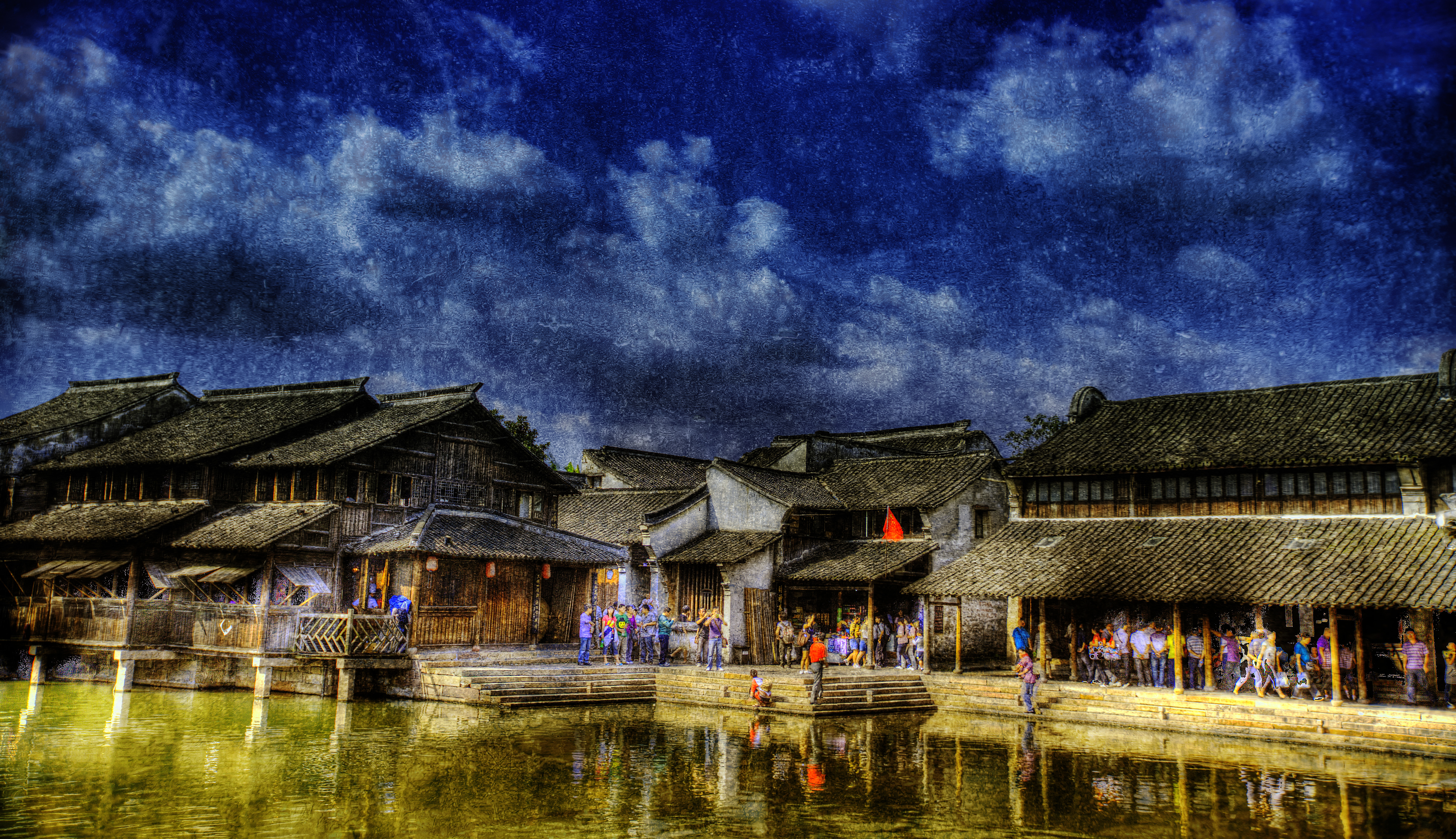
乌镇古城

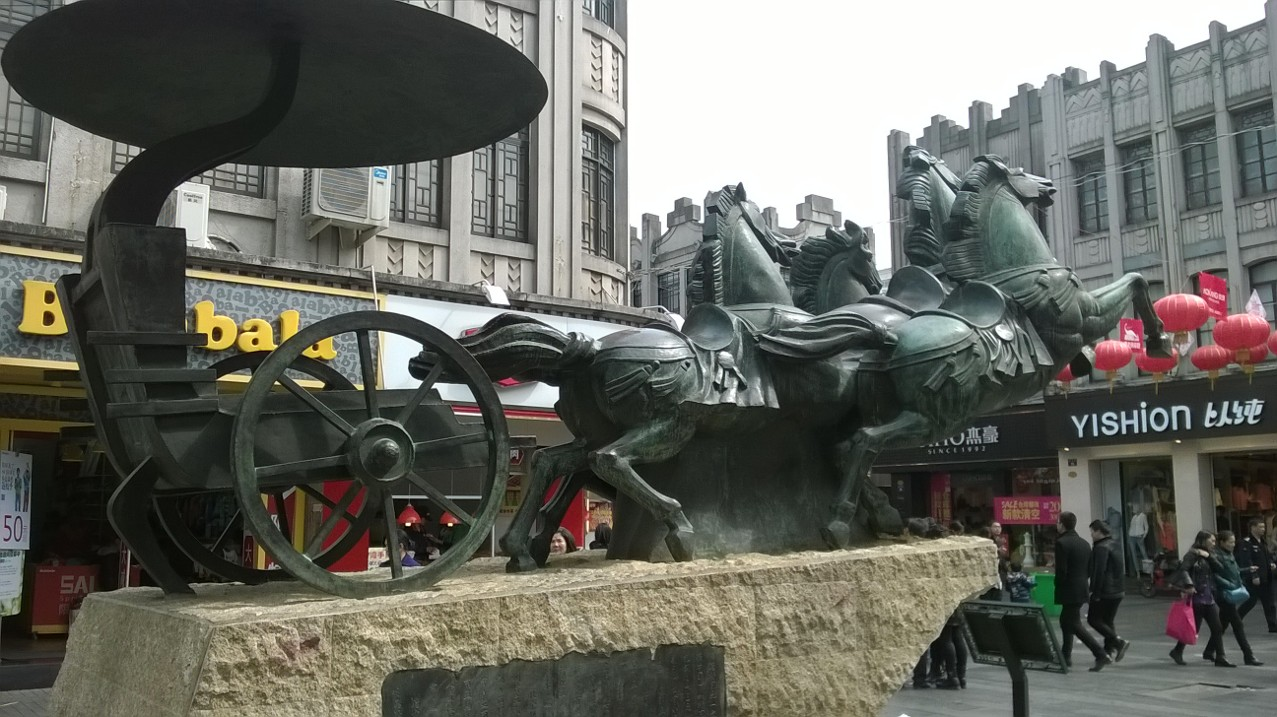
溫州市

浙江旅游资源非常丰富，素有“鱼米之乡、丝茶之府、文物之邦、旅游胜地”之称。全省有重要地貌景观800多处、水域景观200多处、生物景观100多处。人文景观100多处，自然风光与人文景观交相辉映，特色明显，知名度高。杭州自2000年后每年举办西湖博览会，是“宣传杭州，展示杭州”的大型活动。

### 重点风景名胜区
浙江省共有17处国家重点风景名胜区，数量之多位居全国第一。其中杭州西湖被认为是中国十大旅游风景区之一，雁荡山于2005年2月11日被联合国教科文组织宣布为世界地质公园。另外自1985年开始，由浙江省建设厅组织进行评审浙江省省级风景名胜区，至今已经公布7批次。其中个别风景区在后来被升格为国家级风景名胜区，如莫干山风景名胜区、天台山风景名胜区、龍游石窟。

### 自然保护区和湿地公园
截至2011年7月，浙江省共有10处国家级自然保护区，即天目山国家级自然保护区、南麂列岛海洋国家级自然保护区、百山祖国家级自然保护区、乌岩岭国家级自然保护区、临安清凉峰国家级自然保护区、古田山国家级自然保护区、大盘山国家级自然保护区、九龙山国家级自然保护区、长兴地质遗迹国家级自然保护区和象山韭山列岛国家级自然保护区。其中天目山生物圈保护区（1996年）、南麂列岛海洋生物圈保护区（1998年）、临安清凉峰国家级自然保护区和余杭山沟沟风景名胜区（2004）被纳入联合国教科文组织“人与生物圈计划”世界生物圈保护区网络的中国生物圈保护区网络成员。
浙江省现有国家湿地公园6个，即杭州西溪湿地（2005）、丽水九龙（2008）、德清下渚湖（2008）、衢州乌溪江（2009）、诸暨白塔湖（2009）、长兴仙山湖（2009）。国家城市湿地公园4处，即绍兴市镜湖、临海市三江、台州市鉴洋湖、嘉兴市石臼漾。省级湿地公园有云和梯田（2011）等。
乐清市西门岛、嵊泗县马鞍列岛、舟山市普陀区中街山列岛先后被国家海洋局批准为海洋特别保护区。

### 历史文化名城镇村和文物保护
在文化旅游方面，浙江省有杭州、绍兴、宁波、衢州、临海、金华、嘉兴、湖州和温州共9座国家历史文化名城，余姚、定海、东阳、兰溪、天台縣、松阳、瑞安和龙泉共8座省级历史文化名城以及20座中国历史文化名镇、28座中国历史文化名村。
省内有231处文物被列为全国重点文物保护单位（含京杭大运河的浙江段），512处列为省级文物保护单位（包括已经撤销和归并的6处）。

### 重大旅游节庆
- 中国萧山国际旅游节
- 中国国际钱江海宁观潮节
- 中国绍兴黄酒节
- 中国宁海徐霞客开游节
- 中国国际动漫节
- 中国舟山国际沙雕节
- 中国开渔节
- 中国嘉兴端午文化节
- 中国嘉兴船文化节

## 重大定期商会展
- 中国柯桥国际纺织品博览会（页面存档备份，存于）
- 杭州西湖博览会
- 义乌中国小商品博览会
- 永康中国五金博览会
- 宁波浙江投资贸易洽谈会
- 宁波国际服装节